# Alfredo Martínez García-Argüelles
Alfredo Martínez García-Argüelles (Oviedo, 5 de mayo de 1877-Oviedo, 25 de marzo de 1936) fue un político español, ministro de Justicia, Trabajo y Sanidad durante la Segunda República, del 14 al 30 de diciembre de 1935, gobierno presidido por Manuel Portela Valladares. Era sobrino del escritor Leopoldo Alas «Clarín».

## Biografía
Tras estudiar medicina en la Universidad de Valladolid obtuvo por oposición en 1903 plaza de médico en la beneficencia municipal de Oviedo, destinado a cubrir una vacante en Trubia, donde se inició en el estudio de la bacteriología. En 1911, becado por la Junta para la Ampliación de Estudios, marchó a París para trabajar en el Instituto Pasteur, introduciéndose en el estudio de la anafilaxia, tema de su tesis doctoral, presentada en la Universidad Central de Madrid en 1917 con el título Estudio experimental sobre la anafilaxia.
Ligado al Partido Reformista de Melquíades Álvarez, en abril de 1923 fue proclamado diputado por el distrito de Pravia sin necesidad de elección, al ser el único candidato, pero la dictadura de Primo de Rivera le dejó sin acta. En 1928 fundó con Francisco García la Academia Médico-Quirúrgica Asturiana, de la que fue elegido presidente en 1930.
Proclamada la Segunda República, fue director general de Sanidad durante el primer bienio y presidente del Partido Republicano Liberal Demócrata en Asturias. En las elecciones de noviembre de 1933 resultó elegido diputado por la circunscripción de Oviedo. Durante la Revolución de Asturias de 1934 su clínica y su domicilio fueron saqueados por los revolucionarios, que además capturaron a dos de sus hijos y condenaron a muerte a uno de ellos. Al romperse la coalición radical-cedista y dar paso a la formación de un gobierno puente presidido por Portela Valladares fue nombrado ministro de Trabajo, Justicia y Sanidad, cargo que ocupó del 14 al 30 de diciembre de 1935. En el tiempo que ejerció como ministro se opuso a las reformas efectuadas por el socialista Marcelino Pascua.

## Muerte
Alfredo Martínez murió el 25 de marzo de 1936, a consecuencia de un atentado terrorista contra su vida, perpetrado por «unos pistoleros» desconocidos.
El 6 de abril de 1936 informaba la prensa que se habían desplazado a Oviedo unos policías de Madrid para seguir las diligencias del asesinato.